# TU-89 355 LADYBIRD
多目的装甲車 TU-89、またはTU-89 355 LADYBIRDは、テレビ朝日系列で1979年10月14日と21日に放映された石原プロモーション製作の刑事ドラマ『西部警察 (PART1)』の第1・2話（「無防備都市」前後編）に登場する架空の軍用車両である。

## 概要
日米合同軍事演習中の防衛隊（本作世界観における自衛隊）南富士演習場から強奪されたアメリカ軍の最新兵器という設定。完全コンピュータ制御の150 mm砲（または125 mm砲）や重機関銃を車体と砲塔上に備えている。戦車砲の同軸機銃は備えられていない。
銀座や丸の内（東京駅丸の内駅舎前）、永田町（国会議事堂前）などの市街地や六本木にあった当時のテレビ朝日本社の敷地（現在は六本木ヒルズの一部）内で実際に走行させて撮影を行った。

## 劇中の活躍
国外逃亡していた凶悪殺人犯で元傭兵の日下勇治（演：浜田晃）、その傭兵仲間の九堂（演：片岡五郎）とJJ（演：ウイリー・ドーシー）の3人が、日米合同の軍事演習が行われていた防衛隊南富士演習場からアメリカ軍の最新鋭装甲車を強奪。装甲車は東京の銀座4丁目に姿を現し、日本の警察の装備では全く手も足も出ぬまま破壊の限りを尽くす。
日下らを雇った資産家で極右思想家の大河内巌（演：伊藤雄之助）は、様々な無法な要求を出した末に警察無線の電波をジャックし、「午後3時に警察庁長官がテレビ出演し、同時刻をもって全国すべての刑務所・拘置所・留置所から犯罪人・容疑者を釈放し、警官の武装放棄・警察活動の一切の中止を宣言せよ。聞き入れない場合、装甲車による市民への無差別攻撃を開始する」と最終目的で脅迫する。木暮捜査課長は、「パニック状態を引き起こし、警察には手に負えないことを思い知らせ、防衛隊を引きずり出したがっているとしか思えない」「法の枠を越えて防衛隊が治安出動すれば警察は無力化し、今の体制は根本から崩壊するだろう。それが狙いだ」と語る。
大門部長刑事率いる「大門軍団」は、ダイナマイトによる即席地雷の攻撃を敢行するも効果はなく、装甲車はテレビ朝日本社（六本木6丁目にあった当時の本館）を襲撃する。
その中で木暮が大河内の正体に気づき、時を同じくして警察も大河内と装甲車との無線交信を傍受したことで大河内の居場所を突き止める。大門軍団は大河内の自宅に踏み込むも、大河内は寸前で脱出、要求の午後3時を待たずに無差別攻撃実行を決意し、麻布での大門軍団や警官隊との銃撃戦の末、装甲車と合流する。
大門は廃工場に誘い込むべく、単身装甲車に接近し日下を挑発。過去に大門に逮捕されかけたことから彼への復讐心を持つ日下は、大河内の制止も聞かず挑発に乗り、廃工場に誘い込まれる。
装甲車は、まず銃撃戦に紛れて仕掛けられた電極から流された高圧電流によってFCSをはじめとする車載コンピュータの機能を停止され、さらにプール状の深い水溜り（底にコンベア形のローラー装置が仕掛けられている）に装甲車のタイヤ全輪が足を取られスタック状態となる。
そこへ大量のホースによる高圧放水を行い、たまらず砲塔部のハッチを開け重機関銃による銃撃をしようとしたJJを大門が射殺。さらに開いたままのハッチから火炎瓶を車内に投げ込まれ、飛び出してきた日下と九堂は逮捕されるが、大河内は脱出せずに爆発炎上する装甲車と運命をともにした。

## 主要諸元
- 全長・全幅・全高 - 7,648ミリメートル (mm) 、3,360mm、3,080mm[3]
- 重量 - 20トン (t)[3]または35,000キログラム (kg)[1]
- エンジン：8MA1・出力：450馬力 (ps)・ターボチャージャー付[3]
- 乗員 - 3名（オペレーター、コマンド、砲手各1名）[3]
- 武装 - 主砲：150mm戦車砲[3]または125mm砲[4]・重機関銃（機関砲）：20mm、7mm各1門[3]